# Paranoia
A paranoia vagy régies, köznyelvi szóhasználattal üldözési mánia túlzó és irracionális szorongás vagy félelem, ami gyakran az üldözöttség érzésében nyilvánul meg.
A paranoia jelentése sokat változott az idők során, ezért a használata nem teljesen egységes. Kezdetben mindenféle elmebetegség megnevezésére használták (a görög παράνοια jelentése „az elmén kívül”, majd a 20. század elején Emil Kraepelin német pszichiáter olyan elmebetegségek jellemzésére kezdte használni, amiknek a legfőbb jellegzetessége valamifajta tévhit, de ettől eltekintve a gondolkodás képessége nem sérül, szemben a dementia praecoxszal, amit a kognitív képességek romlása jellemez. (Mai szóhasználattal az ebben az értelemben vett paranoiát téveszmének, a dementia praecoxot pedig szkizofréniának neveznénk.)
Jelenleg elsősorban olyan téveszmék megnevezésére használják, amelyekben az érintettet üldözi valaki.
A tipikus paranoid tévhitek közé tartozik, amikor valaki úgy érzi, üldözik, megmérgezték, valaki (általában egy híres ember) titokban szerelmes belé (de Clerambault-szindróma), beteg vagy parazitái vannak, Isten kiválasztotta, a gondolatait vagy a cselekedeteit távolról befolyásolják.
A hétköznapi életben gyakran használják a kifejezést mindenféle túlzott félelemre, például a posztjukért túlzottan aggódó politikusokra vagy az összeesküvés-elméletek hívőire.

## Külső hivatkozások
- Veér András: A paranoid spektrum, weborvos.hu, 2004. április 21.